# Giovanni Brunelli

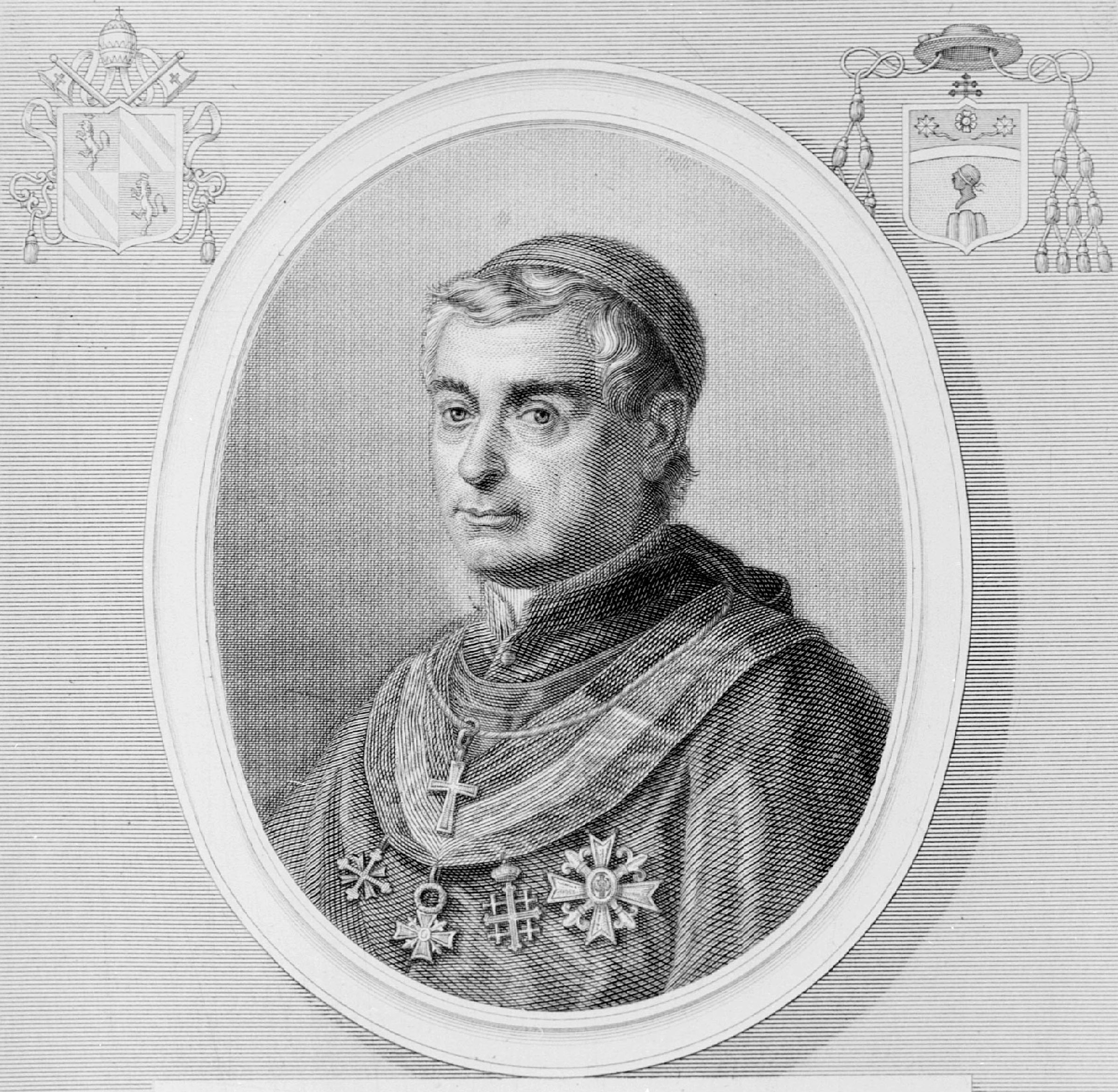
Giovanni Kardinal Brunelli

Giovanni Brunelli (* 23. Juni 1795 in Rom; † 21. Februar 1861 in Osimo) war päpstlicher Diplomat und Kardinal.

## Leben
Brunelli studierte Philosophie, Theologie sowie Zivil- und Kirchenrecht in Rom. Am 21. Dezember 1817 empfing er die Priesterweihe. In den 1820er-Jahren war er Sekretär der Kardinäle Belisario Cristaldi und Luigi Ercolani. Er begleitete 1823 und 1829 die Kardinäle zum Konklave und beschrieb jeweils in einem Tagebuch die Ereignisse. Papst Gregor XVI. ernannte ihn 1833 zum Konsultor der Kongregation für außerkirchliche Angelegenheiten. 1834 wurde er zudem Professor für kanonische Texte an der Universität La Sapienza. In den Jahren danach war Brunelli Untersekretär und Sekretär verschiedener Kardinalskongregationen, ehe er 1843 Konsultor des Heiligen Offiziums wurde.
Gregor XVI. ernannte ihn am 23. Mai 1845 zum Titularerzbischof von Thessalonica. Die Bischofsweihe spendete ihm zwei Tage später Kardinalstaatssekretär Luigi Lambruschini. Mitkonsekratoren waren der spätere Kardinal Gaetano Baluffi und Francesco Brigante Colonna, Titularerzbischof von Damascus. Am 27. Juni 1845 ernannte der Papst Brunelli zum Päpstlichen Thronassistenten. Bereits im selben Jahr sollte er zum Apostolischen Delegaten in Spanien ernannt werden, doch die Ernennung erfolgte aufgrund diplomatischer Konflikte erst unter dem neuen Papst Pius IX. im April 1847. Nachdem Brunelli die diplomatischen Beziehungen des Kirchenstaates mit Spanien wiederhergestellt hatte, wurde er im Folgejahr Apostolischer Nuntius. In seiner Funktion war Brunelli führend an den Verhandlungen beteiligt, die im März 1851 zum Konkordat mit Spanien führten.
Kardinalstaatssekretär Giacomo Antonelli wollte ihn daraufhin auf eine weitere diplomatische Mission nach Großbritannien und Irland senden, doch Brunelli lehnte aus persönlichen Gründen ab und blieb bis September 1853 in Spanien. Im Konsistorium vom 15. März 1852 hatte Pius IX. ihn in pectore ins Kardinalskollegium aufgenommen, die Ernennung zum Kardinalpriester von Santa Cecilia wurde am 7. März 1853 bekanntgegeben. Kardinal Brunelli wurde Mitglied mehrerer Kardinalskongregationen, am 23. Juni 1854 wurde er Präfekt der Studienkongregation. Im selben Jahr vertrat er den Papst bei der Bischofssynode, die das Dogma der Unbefleckten Empfängnis verkündete. Am 18. September 1856 ernannte Pius IX. Kardinal Brunelli zum Bischof von Osimo e Cingoli, mit dem persönlichen Titel eines Erzbischofs.
Er starb im Februar 1861 und wurde in der Kathedrale von Osimo beigesetzt.